# Greg Townsend
Gregory Townsend Sr. (Los Angeles, 3 novembre 1961) è un ex giocatore di football americano statunitense che ha militato nel ruolo di defensive end nella National Football League (NFL).

## Carriera

### Los Angeles Raiders
Townsend fu scelto dai Los Angeles Raiders nel corso del quarto giro (110º assoluto) del Draft NFL 1983. In carriera fu selezionato per due Pro Bowl e inserito due volte nel Second-team All-Pro. Con i Raiders vinse il Super Bowl XLVIII nella stagione 1983. Townsend fu sospeso per due volte durante la sua carriera a Los Angeles: una volta volte per una partecipazione a una rissa contro i Kansas City Chiefs il 5 ottobre 1986 e un'altra per essere risultato positivo alla marijuana nel 1988.

### Philadelphia Eagles
Nel 1994 Townsend firmò con i Philadelphia Eagles mettendo a segno due sack durante la sua unica stagione con la squadra.

### Oakland Raiders
Nel 1997 fece ritorno ai Raiders, nel frattempo trasferitisi a Oakland, giocando un'ultima stagione da professionista. È ancora detentore del record di franchigia per sack in carriera, 107,5, risultato che lo pone al 24º posto di tutti i tempi.

## Palmarès

### Franchigia
- Super Bowl : 1

Oakland/Los Angeles Raiders: XVIII
- American Football Conference Championship: 1

Los Angeles Raiders: 1983

### Individuale
- Convocazioni al Pro Bowl: 2

1990, 1991
- Second-team All-Pro: 2

1990, 1991
- PFWA All-Rookie Team - 1983
- Leader della NFL in fumble forzati: 1

1990
- Club dei 100 sack